# Бонг (графство)
Бонг (англ. Bong County) — одне з графств Ліберії. Адміністративний центр — місто Гбарнга.

## Історія
Графство Бонг було створене в 1964 році, разом з графствами Німба, Лофа і Гранд-Геде, коли кількість адміністративних підрозділів Ліберії було збільшено до тринадцять. Столиця Гбарнга названа на честь старої ферми, яка розташовувалась поблизу.
Гбарнга була використана Чарльзом Тейлором як база для свого повстання проти президентства Семюеля Дое на початку 1990-х років. Після невдалої спроби захопити Монровію на початку 1991 року він встановив неофіційний Тимчасовий уряд (National Patriotic Reconstruction Assembly Government або NPRAG). NPRAG продовжував свою діяльність з Гбарнги до 1994 року.

## Географія
Розташоване на північному заході центральної частини країни. Межує з Гвінеєю (на півночі) і з графствами: Німба (на сході), Гранд-Баса і Маргібі (на півдні), Монтсеррадо (на південному заході), Гбарполу (на заході) і Лофа (на північному заході). Площа становить 8 769 км².

## Населення
За даними перепису 2008 року чисельність населення становить 328 919 осіб; середня щільність населення — 37,51 осіб/км². Основні етнічні групи, що проживають в графстві: кпелле, мандінка і мано.
Динаміка чисельності населення графства по роках:
| 1984    | 1986    | 2008    | 2013    |
| ------- | ------- | ------- | ------- |
| 255 813 | 268 100 | 328 919 | 336 862 |

## Адміністративний поділ
В адміністративному відношенні поділяється на 12 дистриктів (населення 2008 року):
- Боінсен (англ. Boinsen) (8 352 осіб)
- Фуама (англ. Fuamah) (27 784 осіб)
- Джоркелле (англ. Jorquelleh) (78 803 осіб)
- Кокоя (англ. Kokoyah) (3 707 осіб)
- Кпааї (англ. Kpaai) (25 127 осіб)
- Панта (англ. Panta) (16 326 осіб)
- Салала (англ. Salala) (41 982 осіб)
- Санаеа (англ. Sanayea) (30 932 осіб)
- Суакоко (англ. Suakoko) (28,277 осіб)
- Тукпаблее (англ. Tukpahblee) (11 767 осіб)
- Еаллекелла (англ. Yeallequellah) (36 919 осіб)
- Зота (англ. Zota) (18 943 осіб)